# Mobile River
Mobile River er en flod der løber i den sydlige del af Alabama i USA.  Den begynder ved sammenløbet af floderne  Tombigbee og Alabama River, er omkring 72 km lang og afvander et areal på 110,000 km² i  Alabama, men afvandingsområdet går også ind i staterne Mississippi, Georgia, og Tennessee. Den er den nedrerste del af  Mobile-Alabama-Coosa River-systemet som er det arealmæssigt fjerdestørste flodsystem i USA. Floden har historisk set været en hovedadgangsvej til. Siden anlægget af Tennessee-Tombigbee Waterway, har den også været en alternativ rute til Ohio Rivers afvandingsområde.
Tombigbee og Alabama River forenes til Mobile River omkring 80 km nordøst for byen Mobile, ved grænsen mellem Mobile og Baldwin counties, og  den forenede flod fortsætter mod syd. Omkring ti km syd for sammenløbet  deler floden sig  igen med Mobile løbende i den vestlige gren. 
Tensaw River, der er en  bayou af Mobile River, løber lange med mod øst, med en afstand på mellem 3 og 8 km. Mobile River løber gennem Mobile-Tensaw River Delta og når Mobile Bay ved den Mexicanske Golf lige syd for centrum af Mobile.